# Administration territoriale de la Norvège
La Norvège est, sur le plan de l'organisation des pouvoirs, un État unitaire. L'administration territoriale de la Norvège hiérarchique est complétée par un niveau supérieur de régions traditionnelles, très utilisé.

## Subdivisions politiques
Par ordre décroissant, la Norvège est subdivisée en :
- 15 fylker (traduit par comtés ou provinces, voire districts ou départements) ;
- 356 kommuner[1] (« communes » ou « municipalités ») ; 744 en 1960 ;
- des bydeler (« arrondissements » ou « quartiers ») dans certaines villes.

Les comtés ont leur propre assemblée comtale (fylkestinget) et un conseil comtal (fylkesråd) ou un comité exécutif (formannskap).
Les communes ont de même un conseil municipal (kommunestyret) et un collège de commissionnaires (byråd) ou un comité exécutif.
Les arrondissements peuvent avoir leurs propres organes (bydelsutvalg) dont les fonctions varient selon les communes. 
Il n'est pas rare qu'une kommune comporte plusieurs villages, voire villes. La kommune de Ringsaker comporte par exemple deux villes, Brumunddal et Moelv. Celle de Bærum compte la ville de Sandvika, qui fait statistiquement partie d'Oslo, et le village de Lommedalen. 
Bergen kommune compte la ville de Bergen et sept villages (Arna, Fanahammeren, Søvik, Flesland, Krokeide, Hordnes et Espeland). Arna et Espeland sont dans le bydel d'Arna, Fanahammeren, Hordnes, Søvik et Krokeide sont dans le bydel de Fana, et Flesland dans celui d'Ytrebygda. L'essentiel de Søvik est par ailleurs situé dans Bjørnafjorden kommune.
Il n'est pas rare que les kommuner portent le nom de leur principale localité. Ce n'est en revanche pas automatique. Drøbak se trouve par exemple dans Frogn kommune et Florø dans Kinn kommune.
Bergen a perdu son statut de fylke en 1972 et a été intégré au Hordaland, depuis devenu le comté de Vestland.

## Divisions sans fonctions administratives
Cinq landsdeler (régions), regroupant plusieurs fylker, sont utilisés pour organiser certaines activités.
Le pays est traditionnellement divisé en de nombreux landskaper, districts historiques aux frontières culturelles et linguistiques floues pouvant se chevaucher. Certains landskaper sont toujours des distrikter, districts modernes donnant une indication au sujet des différentes juridictions judiciaires et coopérations inter-communales mais sans existence propre.
Le statut de by (« ville ») est purement cosmétique : le conseil municipal de la kommune peut décider librement d'attribuer ce statut à une localité. La taille minimale requise est de 5 000 habitants, mais n'est pas appliquée strictement. Il n'y a plus de prérogatives spécifiques associées au statut de ville. 
Les landsbyer sont des « villes rurales », que l'on pourrait aussi traduire par bourgades. Elles offrent des services aux villages aux alentours et remplissent les fonctions d'une ville, mais n'en ont pas le statut. 
Les tettsteder sont des agglomérations d'au moins 200 habitants dont les limites et la population est calculée par le bureau des statistiques norvégiens. Si le tettsted n'a pas le statut de ville (by), il s'agit d'un village. 
Les grender sont des hameaux ou lieux-dits, regroupant quelques exploitations agricoles (gårder) et fermes (småbruk).
Les valgkretser définissent le ressort de chaque bureau de vote. 
Les strøk sont des quartiers au sein des agglomérations. 

## Exemple dustrøkdeFantoft
- Landsdel : Vestlandet
- Fylke : Vestland
- Landskap : Midhordland
- Kommune : Bergen
- By et tettsted : Bergen
- Bydel : Fana
- Valgkrets : Paradis